# 波彭豪森
波彭豪森是德国黑森州的一个市镇。总面积40.77平方公里，总人口2559人，其中男性1304人，女性1255人（2011年12月31日），人口密度63人/平方公里。